# Nguyên Chiêu
Nguyên Chiêu (giản thể: 元钊; phồn thể: 元釗; bính âm: Yuán Zhāo) (526 – 17 tháng 5, 528), trong sử sách cũng gọi là Ấu Chúa (幼主), là vị hoàng đế thứ mười, trị vì ngắn ngủi của triều đại Bắc Ngụy trong lịch sử Trung Quốc.
Nguyên Chiêu là con trai của Lâm Thao vương Nguyên Bảo Huy (元寶暉), Lâm Thao vương là cháu nội của Hiếu Văn Đế và do đó là đường đệ của Hiếu Minh Đế. Năm 528, Hiếu Minh Đế bị mẫu thân là Hồ Thái hậu hạ độc giết chết khi vị Hoàng đế trẻ tuổi cố gắng hạn chế quyền lực của bà và muốn giết chết người tình của bà là Trịnh Nghiễm (鄭儼). Hiếu Minh Đế không có con trai, vì thế, Hồ Thái hậu ban đầu đã cố giả vờ thông báo rằng con gái của Hiếu Minh Đế với Phan Sung Hoa là con trai và đưa lên ngai vàng. Tuy nhiên, Hồ Thái hậu đã sớm nhận ra rằng bà không thể tiếp tục lừa dối như vậy, vì thế bà ta đã phế truất cháu gái nội và lựa chọn Nguyên Chiêu làm hoàng đế mới, lý do là vì Nguyên Chiêu còn quá nhỏ nên bà có thể kiểm soát và tiếp tục nhiếp chính. Tướng Nhĩ Chu Vinh, người mà Hiếu Minh Đế đã cùng âm mưu chống lại Hồ Thái hậu, đã từ chối công nhận Nguyên Chiêu là hoàng đế, ông ta nhanh chóng đem quân tiến về kinh thành Lạc Dương và tuyên bố lập một con trai của Nguyên Hiệp (em trai Hiếu Văn Đế) là Nguyên Tử Du, làm hoàng đế. Chưa đầy hai tháng sau khi Nguyên Chiêu được tuyên bố là hoàng đế, Nhĩ Chu Vinh đã chiếm được Lạc Dương và cho quản thúc Hồ Thái hậu và Nguyên Chiêu. Hồ thái hậu gặp Nhĩ Chu Vinh, hết sức giải thích, biện hộ cho hành vi của mình song đã không thành công. Nhĩ Chu Vinh không thèm nghe, phất tay áo bỏ đi, ném Hồ thái hậu và Nguyên Chiêu xuống Hoàng Hà cho chết đuối.
Các sử gia thời xưa đề cập đến Nguyên Chiêu một cách mơ hồ, và các hoàng đế Bắc Ngụy sau đó chưa bao giờ tuyên bố một cách dứt khoát về việc Nguyên Chiêu có phải là một hoàng đế hay không. Nguyên Chiêu không có thụy hiệu hay miếu hiệu hoàng đế, song địa vị hoàng đế của Nguyên Chiêu cũng không bị tuyên bố là vô hiệu. Chính sử về triều đại Bắc Ngụy,Ngụy thư, được viết dưới thời Bắc Tề, không liệt Nguyên Chiêu vào trong các bản kỷ hoàng đế (và còn không có một lý lịch nào về ông cũng như phụ thân ông), và liệt các sự kiện trong thời gian trị vì ngắn ngủi của Nguyên Chiêu trong bản kỷ về Hiếu Minh Đế, song sử dụng thuật ngữ băng (崩) để mô tả về cái chết của Nguyên Chiêu, một thuật ngữ dành riêng để nói về cái chết của hoàng đế và hoàng hậu.